# Sergio González Miranda
Sergio González Miranda (Iquique, 1954) es un historiador y sociólogo chileno. Premio Nacional de Historia 2014, es conocido principalmente por sus trabajos sobre la cultura pampina, los pueblos altiplánicos y las relaciones fronterizas entre Chile, Bolivia y Perú, incluida la acción de las ligas patrióticas.

## Biografía
Sergio González se licenció en Sociología en la Universidad de Chile e hizo una maestría en Desarrollo Urbano Regional en la Católica; en 2002 obtuvo un Doctorado en Educación en la Academia de Humanismo Cristiano y dos años más tarde, otro en Estudios Americanos en la Universidad de Santiago de Chile.
Ha trabajado intensamente temas culturales, sociales y políticos vinculados con la frontera norte de Chile, afectada por procesos de aculturación y sincretismo. Investigó, por ejemplo, la función de la escuela fiscal en el proceso de chilenización de Tarapacá, región que antes había estado en poder de Perú; ha dedicado también su atención al proceso de pacificación tras el fin de la Guerra del Pacífico y realizado aportes a la recuperación patrimonial de la cultura pampina. Por ejemplo, logró publicar cartas encontradas en las oficinas salitreras y con María Angélica Illanes recopiló poesía de la Pampa del Tamarugal.
Fue profesor en la Universidad Arturo Prat durante más de 20 años —donde ejerció de director de Extensión y Comunicaciones,  del Departamento Ciencias Jurídicas y Sociales y del Instituto de Estudios Internacionales—, hasta que en 2017 pasó a enseñar en Universidad de Tarapacá.
Ha sido miembro (2015-2016) del Consejo de la Comisión Nacional de Investigación Científica y Tecnológica (CONICYT), y lo es del Comité de Humanidades de la Comisión Nacional de Acreditación (CNA) y del grupo de historiadores que asesora a la Cancillería.

## Aporte historiográfico
Su obra se centra en el estudio de la Región de Tarapacá, incursionando en la comprensión de la relación de las sociedades humanas con el medioambiente, las relaciones de trabajo, las prácticas educativas, la producción cultural obrera, y las relaciones en la triple frontera de Chile, Bolivia y Perú, entre otros.

## Premios y reconocimientos
- Premio Nacional de Historia de Chile 2014
- Hijo ilustre de Iquique (2014)[5]

## Obras

### Libros
- Hombres y mujeres de la pampa. Tarapacá en el ciclo del salitre (primera parte), Taller de estudios Regionales (TER), Iquique, 1991 (LOM, Santiago, 2002)
- Poemario popular de Tarapacá 1899-1910, antología con María Angélica Illanes; LOM, Santiago, 1998
- Tarapacá. Entre parinas y cormoranes, con Hernán Pereira y Pamela Daza; Oñate Impresores, Iquique, 2000
- Chilenizando a Tunupa. La escuela pública en el Tarapacá andino 1880-1990, ediciones de la Dirección de Bibliotecas Archivos y Museos (Dibam), Universidad Arturo Prat, Santiago, 2002; disponible para lectura en línea y/o descarga] en Memoria Chilena
- El dios cautivo. Las ligas patrióticas en la chilenización compulsiva de Tarapacá (1910-1922), LOM, Santiago, 2004
- Pampa escrita: cartas y fragmentos del desierto salitrero, con selección y estudio preliminar de González Miranda; Dibam, Santiago, 2006
- Arica y la triple frontera. Integración y conflicto entre Bolivia, Perú y Chile, Ediciones Aríbalo, Iquique, 2006
- Ofrenda de una masacre, LOM, Santiago, 2007
- La llave y el candado. El conflicto entre Perú y Chile por Tacna y Arica (1883-1929), Universidad de Santiago de Chile, LOM, Santiago, 2008
- Las historias que nos unen. Episodios positivos en las relaciones peruano-chilenas, siglos XIX y XX, con Daniel Parodi; RIL Editores, 2013
- Matamunqui. El ciclo de expansión del nitrato de Chile. La sociedad pampina y su industria, Universidad Arturo Prat, RIL, Santiago, 2016
- (Pay) Pampa. El espacio salitrero y sus nexos transfronterizos. La presencia boliviana e indígena en la sociedad pampina, Universidad Arturo Prat, RIL, Santiago, 2016
- Claudina. Teatro, amor y revolución en la pampa salitrera, Pampa Negra Ediciones, 2025.

### Artículos
- De la solidaridad a la xenofobia: Tarapacá, Chile, 1907-1911 (1999)
- Guillermo Billinghurst Angulo: Una biografía personal (2000)
- El proceso de chilenización de la región de Tarapacá: Ligas patrióticas y escuela fiscal, 1907-1950 (2000)
- La presencia indígena, boliviana y chilena en el enclave salitrero de Tarapacá: Una reflexión en torno a la fiesta de La Tirana (2002)
- Visibilidad e invisibilidad en la identidad pampina (2003)
- El símbolo de Arturo Prat en la mentalidad popular tarapaqueña durante el ciclo del salitre (2003)
- Patrioteros, marzorqueros, nativos y cowboys en el conflicto peruano-chileno por Tacna y Arica (2004)
- La crítica a la máquina surgida durante el ciclo del salitre (2005)
- La presencia indígena en el enclave salitrero de Tarapacá: Una reflexión en torno a la fiesta de La Tirana (2006)
- Cruzando los mallkis: Las migraciones bolivianas pendulares durante las grandes crisis salitreras (1914-1933) (2006)
- La decadencia del ciclo de expansión del salitre. La inflexión de 1920 (2006)
- La pluma del barretero: La cultura obrera ilustrada en Tarapacá antes de la masacre de 1907. Una reflexión en torno a la figura de Osvaldo López Mellafe (2008)
- Hacia un nuevo pensamiento integracionista latinoamericano: Aproximación a una lectura de segundo orden (2008)
- La presencia boliviana en la sociedad del salitre y la nueva definición de la frontera: Auge y caída de una dinámica transfronteriza (Tarapacá, 1880-1930) (2009)
- La provincia de Arica y la Región XV Arica-Parinacota: Entre la descentralización y la historia (1884-2007) (2010)
- Las históricas relaciones entre Tarapacá y Oruro: La frustrada tentativa de integración transfronteriza durante el ciclo de la expansión del salitre (2011)
- Auge y crisis del nitrato chileno: La importancia de los viajeros, empresarios y científicos, 1830-1919 (2011)
- La resistencia de los tarapaqueños al monopolio salitrero peruano durante el gobierno de Manuel Pardo, desde el estanco a la expropiación (1872-1876) (2012)
- Óscar Bermúdez Miral: Investigador del Norte Grande, historiador del salitre, hombre de dos mundos (2012)
- La política exterior chileno-boliviana en la década de 1950: Mirada desde la región de Tarapacá (2012)
- Las combinaciones salitreras: El surgimiento del empresariado del nitrato en Chile (1884-1910) (2013)
- Las inflexiones de inicio y término del ciclo de expansión del salitre (1872-1919): Una crítica al nacionalismo metodológico (2014)
- ¿Especuladores o industriosos? La política chilena el problema de la propiedad salitrera en Tarapacá durante la década de 1880 (2014)
- La relación bilateral chileno-boliviana a partir de las demandas tarapaqueñas: Aproximación teórica desde la paradiplomacia como heterología (escrito junto con Cristian Ovando Santana) (2014)
- La voz desde lejos. La triple frontera andina: entre la heterología y la globalización (2015)
- Cateando la palabra: La construcción de nuevos archivos desde la sociedad del salitre (escrito junto con Pablo Artaza Barrios) (2015)
- "Normalización" de la crisis y posición estratégica empresarial durante la expansión de la economía del salitre (2015)
- La hoja transfronteriza. El consumo de coca en las faenas mineras salitreras en el Norte Grande de Chile (1900-1930) (2016)
- "Emotivistas" bolivianos en la relación diplomática entre Bolivia y Chile en torno a la mediterraneidad (escrito junto con Cristian Ovando Santana) (2016)
- Sama y Camarones: Las fronteras que no fueron entre Perú y Chile (escrito junto con Cristian Ovando Santana) (2017)
- La dimensión identitaria de las expresiones paradiplomáticas entre Bolivia y Chile: Una lecturas desde dos otredades (2018)
- La frontera como margen heterológico: El tripartito andino (Bolivia, Perú y Chile) y el espejismo académico sobre los "aymarás sin fronteras" (2019)